# Miconia aspratilis
Miconia aspratilis es una especie de planta con flor en la familia de las Melastomataceae. Es endémica de  Ecuador.

## Distribución y hábitat
Es un arbusto endémico de los Andes del sur de Ecuador, donde se conoce sólo de la colección original de 1944 en el páramo de Castillo. No sabe que se produzcan dentro de la red de áreas protegidas de Ecuador, pero se pueden encontrar en el Parque nacional Sangay. Clasificada como Vulnerable por la UICN en 1998 (Oldfield et al 1998.); la categoría de en peligro de extinción se sugiere en la consideración de la antigüedad de la única colección. No hay ejemplares de esta especie que se encuentren en museos ecuatorianos. Aparte de la destrucción del hábitat, no se conocen amenazas específicas.

## Taxonomía
Miconia asplundii fue descrita por Wurdack y publicado en Memoirs of The New York Botanical Garden 16: 25. 1967.
Etimología
Miconia: nombre genérico que fue otorgado en honor del botánico catalán Francisco Micó.
aspratilis: epíteto